# GADSS
Il Global Aeronautical Distress and Safety System (GADSS) è un sistema globale applicato al settore aeronautico e indirizzato ad ogni evento di un volo inclusa un'eventuale fase di emergenza.

## Storia
Una delle molte ragioni per la quale il mondo dell'aviazione mantiene un elevato livello di sicurezza è la sua inclinazione ad imparare lezioni molto importanti da rari eventi. Le tragedie del volo MH370 della Malaysian Airlines e del volo AF447 dell'Air France, hanno evidenziato dei limiti negli attuali sistemi di navigazione, i quali hanno ostacolato la tempestiva identificazione e localizzazione degli aerei in emergenza. Ciò ha intralciato significativamente gli sforzi di ricerca e soccorso e le operazioni di recupero.
Nelle rare occasioni di un evento disastroso, la priorità assoluta è recuperare i superstiti, seguita dal recupero delle vittime, dei rottami e delle scatole nere. L'analisi dei dati da questi registratori è molto importante per sostenere le indagini sull'incidente, le quali potrebbero, attraverso l'identificazione della causa dell'incidente stesso, contribuire a migliorare la sicurezza. Per realizzare tale intento è essenziale un approccio globalmente consistente ed effettivo per migliorare i servizi di allerta, di ricerca e recupero.
L'efficacia dei servizi attuali di ricerca e soccorso dovrebbero essere migliorati dall'indirizzamento di un numero di aree chiave di perfezionamento e dallo sviluppo ed implementazione del GADSS, il quale indirizza tutte le fasi del volo in tutte le circostanze incluse le emergenze. Questo sistema manterrà dati aggiornati sulla progressione del volo e in caso di schianto, atterraggio forzato o ammaraggio, sul luogo dove recuperare i sopravvissuti e tutto ciò che è necessario.

## Funzioni Principali

### Aircraft Tracking
La funzione di localizzazione degli aeromobili sfrutterà le tecnologie esistenti a supporto del servizio di Ricerca e soccorso (SAR) mediante:
- Assistenza nell'identificazione tempestiva e nella posizione dell'aeromobile;
- Ridurre la dipendenza dai metodi procedurali utilizzati per determinare la posizione dell'aeromobile;
- Contribuire a garantire la disponibilità e la condivisione dei dati sulla posizione dell'aeromobile (con gli enti rilevanti);
- Contribuire a migliorare l'efficacia, l'efficienza e le prestazioni degli avvisi di unità ATS.

Per raggiungere questi obiettivi, la funzione di Aircraft Tracking fornirà una posizione automatizzata quadridimensionale
(4D - latitudine, longitudine, altitudine e tempo) a un intervallo di segnalazione di almeno 15 minuti (consigliato
in tutte le aree operative e richiesto nelle aree oceaniche). Questo intervallo di segnalazione ridurrà il
tempo necessario per determinare le condizioni di un aeromobile o, se necessario, aiutare a localizzare un aeromobile. 
Lo stato dell'operatore può, sulla base dei risultati di un processo di valutazione del rischio approvato attuato dall'
operatore, consentire variazioni agli intervalli minimi di segnalazione automatizzata. Il processo dimostrerà come possono essere gestiti i rischi per l'operazione derivanti da tali variazioni.
Gli operatori aerei possono soddisfare i requisiti della funzione di monitoraggio degli aeromobili utilizzando
tecnologie disponibili e pianificate ritenute efficaci.
In termini generali, la funzione di localizzazione dell'aeromobile:
- Non introduce alcuna modifica alle attuali procedure di avviso ATC;
- Stabilisce le responsabilità dell'operatore per il tracciamento in base alle aree operative;
- non è di una specifica tecnologia;
- Stabilisce protocolli di comunicazione tra operatore e ATC.

La funzione di localizzazione dell'aeromobile richiede all'operatore aereo di assicurarsi che l'aeromobile sia rintracciato qualora i servizi di sorveglianza ATS ottengano una posizione dell'aeromobile a intervalli superiori a 15 minuti. Se si ha conferma che i servizi del traffico aereo possano ottenere una posizione dell'aeromobile a intervalli di 15 minuti o meno, l'operatore aereo non ha bisogno di seguire l'aeromobile.
Per consentire agli operatori aerei di determinare dove è necessario tracciare i propri aeromobili, gli ANSP renderanno disponibili informazioni sulle capacità di sorveglianza dei servizi di traffico aereo fornite nella propria area di responsabilità.
Per gli aeromobili 
- che operano in aree in cui non è disponibile la funzione di localizzazione dell'aeromobile,
- per operazioni temporanee al di fuori della normale area operativa,
- per particolari voli in cui la capacità di monitorare l'aeromobile può essere inutilizzabile;

un operatore aereo può condurre il volo in base a una valutazione del rischio accettabile per lo Stato dell'operatore.
Quando il tracciamento viene eseguito dall'operatore aereo e la specifica tecnologia utilizzata dall'operatore aereo ne ha la capacità, il rateo di segnalazione potrebbe essere aumentato in risposta ad eventi anomali.
Gli operatori aerei che ricevono le informazioni di tracciamento direttamente dall'aeromobile garantiranno che le procedure, comprese le comunicazioni con il fornitore di Servizi di navigazione aerea (ANSP) e il servizio SAR di cui all'Annesso 11 dell'ICAO, sono in atto per rispondere alle istanze di mancata segnalazione.

#### Requisiti
Le Pratiche raccomandate Standard (SARP), introdotte nell'Annesso 6 dell'ICAO, definiscono le disposizioni di localizzazione degli aeromobili che comprendono le responsabilità dell'operatore aereo relative alla determinazione di quanto segue:
- I processi per mantenere una registrazione a terra della posizione del singolo aeromobile in volo e quello di sottostare a tutte le pratiche di localizzazione dell'aeromobile;
- determinazione automatica della posizione dell'aeromobile e intervallo di tracciamento raccomandato in tutte le aree operative;
- determinazione automatica della posizione dell'aeromobile e intervallo di tracciamento richiesto nelle aree oceaniche;
- monitoraggio dei requisiti di conservazione dei dati;
- processo di valutazione del rischio richiesto, per un volo o una serie di voli qualora l'intervallo di segnalazione automatica raccomandato o richiesto è irrealizzabile;
- requisiti di monitoraggio del volo a terra e di notifica all'Unità del Servizio di traffico aereo (ATSU).

### Autonomous Distress Tracking - ADT-
La funzione ADT verrebbe utilizzata per identificare la posizione di un aereo in
pericolo con l'obiettivo di stabilire, in misura ragionevole, l'ubicazione del luogo dell'incidente entro un raggio di 6 miglia nautiche. L'accuratezza delle informazioni sulla posizione devono, come minimo, soddisfare i requisiti di precisione della posizione stabiliti per i trasmettitori di localizzazione d'emergenza (ELT).
Esistono due obiettivi funzionali di alto livello per un sistema ADT. Questi sono
- ricevere tempestivamente qualsiasi avviso di un aereo in condizione di pericolo per facilitare tempestivamente le operazioni di ricerca e soccorso e
- individuare il luogo dell'incidente con alta probabilità dopo l'impatto in base all'ultima posizione nota dell'aereo.

### Post	Flight Localization and	Recovery
In caso di incidente, la priorità immediata è il salvataggio degli eventuali superstiti. La funzione ADT ridurrà notevolmente la potenziale area di ricerca e informazioni ancora più accurate sulla posizione dell'aeromobile saranno fornite attraverso la funzione di localizzazione post volo mediante l'ELT e/o segnali di homing per guidare i servizi di Ricerca e Soccorso sul posto.
Per facilitare la localizzazione del relitto e il recupero dei dati del registratore di volo dopo un incidente, la funzione di localizzazione e recupero post volo specifica una serie di requisiti per gli ELT, l'Underwater Locator Beacon (ULB) e i registratori di volo che vengono incorporati nelle disposizioni del Annesso 6 dell'ICAO.

## Operazioni del GADSS
Il concetto operativo per l'implementazione del GADSS ruota attorno a un rapporto di cooperazione tra Enti del servizio del traffico aereo, l'operatore aereo e i Centri di coordinamento di Ricerca e soccorso (RCC). I primi due hanno ciascuno un ruolo attivo e la responsabilità di tracciare un aereo in volo e avviseranno il terzo nel caso in cui si verifichi una perdita di aggiornamento della posizione o che venga attivato l'ADT. Allo stesso modo, se una risorsa di ricerca e soccorso rileva un segnale di emergenza, come un segnale ELT proveniente da un aereo, l'RCC interessato avviserà l'ATC e l'operatore aereo.
Gli RCC, gli enti ATS e l'operatore aereo hanno ciascuno compiti e responsabilità specifici durante ciascuna delle tre fasi di emergenza definite dall'ICAO (fase di incertezza - INCERFA-, fase di allerta -ALERFA- e fase di pericolo -DETRESFA-).